# Barnmat

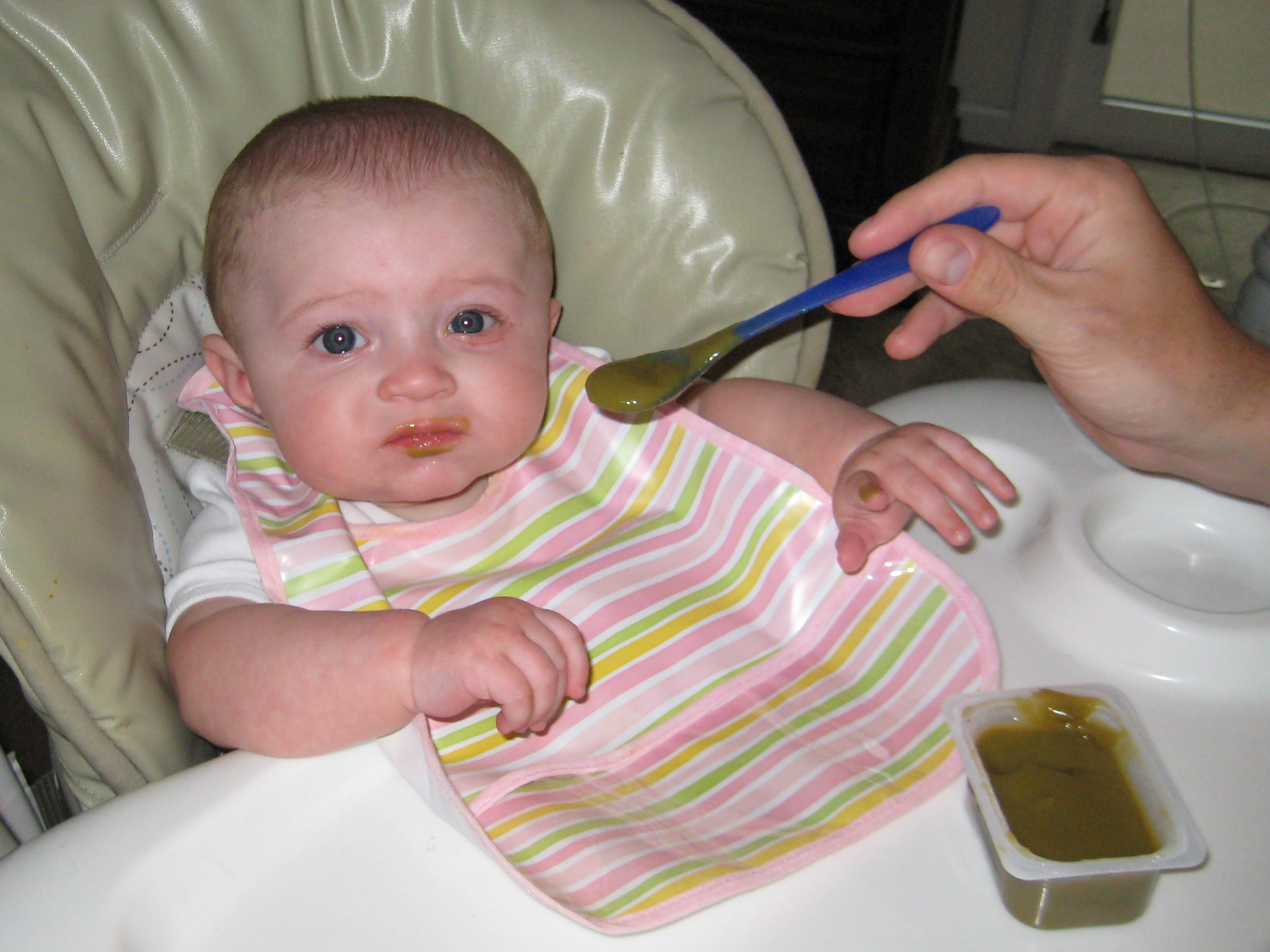
Ett barn i haklapp som avnjuter puréade gröna bönor.

Barnmat är mat anpassad åt barn, närmare bestämt spädbarn. 
Från födseln till ungefär 6 månaders ålder närs barnet med bröstmjölk eller modersmjölkersättning. Därefter kan man börja ge barnet så kallade smakportioner av olika livsmedel, det vill säga mycket små portioner av exempelvis potatis och rotfrukter. Vid cirka 8 månader kan man successivt öka barnets intag av mat för att vid cirka ett års ålder ge det finfördelad ”vuxenmat”.